# L'Economat social de Sants
L'Economat social de Sants és un grup de consum agroecològic que va néixer l'any 2012 al barri de Sants de Barcelona en format de cooperativa de treball, sense ànim de lucre, amb la voluntat de crear una solució a mig camí entre la cooperativa de consum i el comerç de barri.
L'objectiu del grup de consum va ser oferir a les persones associades les millors condicions de preu, qualitat i equitat social, per tal de garantir una alimentació sense productes químics ni manipulacions transgèniques (amb certificació CCPAE). La seva proposta d'organització va combinar tres modalitats: socis de treball, responsables de fer funcionar el circuit de consum, i famílies sòcies col·laboradores, que utilitzen el circuit de consum i configuren l'Ateneu de l'Economat amb tasques més «lleugeres» (sense obligatorietat) i sobre noves propostes, foment de cooperativisme i cultura en el barri, etc.
Totes les decisions sobre el funcionament general de la cooperativa i, especialment, en relació amb el circuit de consum es prenen a l'assemblea, on cada membre té un vot i on els socis de treball representen el 60% del pes global i el conjunt de sòcies col·laboradores el 40%.
La cooperativa també organitza activitats culturals i lúdiques a l'Ateneu del seu propi local, i d'aquesta manera es genera activitat social de grup. En aquest context, es destina un 20% del fons cooperatiu a l'educació. La cooperativa cerca així complicitats amb altres entitats d'economia social de Sants (Can Batlló, la Lleialtat Santsenca, La Borda) i cooperatives pròximes, treballant amb proveïdors comuns o participant conjuntament amb col·lectius a esdeveniments del barri.
L'Economat Social, pel seu format, és una de les organitzacions de consum agroalimentari arrelada a l'Economia Social i Solidària amb més creixement a Barcelona; actualment aglutina més de 150 unitats familiars i és un dels pocs projectes existents a la ciutat que compta amb persones alliberades treballant a la cooperativa.